# Trouble and Desire
Trouble and Desire är Tiger Lous första EP, utgiven på skivbolaget Startracks 2003.

## Låtlista
Där inte annat anges är låtarna skrivna av Tiger Lou.
1. "Sam, As in Samantha" - 3:31
2. "Nove Lee" - 2:55
3. "When I Was a Kid" - 3:27 (Fawn Gehweiler, Tiger Lou)
4. "Trouble and Desire" - 4:15

## Mottagande
Trouble and Desire fick ett blandat mottagande när den utkom. Dagensskiva.com gav betyget 2/5 och skrev "Tyvärr imponeras jag inte särskilt mycket. Det skakar liksom inte om mig. Jag har svårt att känna med den här tigern, det tar inte fäste. Istället rinner känslorna och melodierna av mig".
Zero Music Magazine var desto mer positivt inställt och gav betyget 4/5, där man kallade skivan för "singer/songwriterpop när den är som allra bäst".
Allmusic.com gav skivan betyget 2/5 och skrev "Tiger Lou are the Swedish entry in the Radiohead/Coldplay sweepstakes. You know the rules: atmospheric, sweeping music built on minor chords and loads of introspective lyrics of an epic, miserable nature topped off with soaring and utterly earnest vocals. Tiger Lou actually do a fairly good job of replicating those two bands on their debut EP, Trouble and Desire. What they don't do is add anything of their own".